# Roller Dollz
Roller Dollz ist ein US-amerikanischer Pornospielfilm des Regisseurs James Avalon aus dem Jahr 2008. Er thematisiert den Vollkontakt-Sport Roller Derby.

## Handlung
Der Film handelt von der Rivalität zweier Roller-Derby-Teams. Das Team der „Bitch N Moaners“ (mit Bree Olson und Kayden Kross) und das Team der „Pin-Ups“ (mit Sunny Lane, Alektra Blue und Courtney Cummz).

## Auszeichnungen
- 2008: Eroticline Award: Best Feature Film USA
- 2009: AVN Award: Best On-Line Marketing Campaign - Individual Project, Roller DollzXXX.com
- 2009: Nominiert als Best Epic bei den XRCO Awards

## Wissenswertes
- Die Rockband The Mother Truckers unterstützte Promotion des Films mit ihrer Musik.